# 鶴岡政男

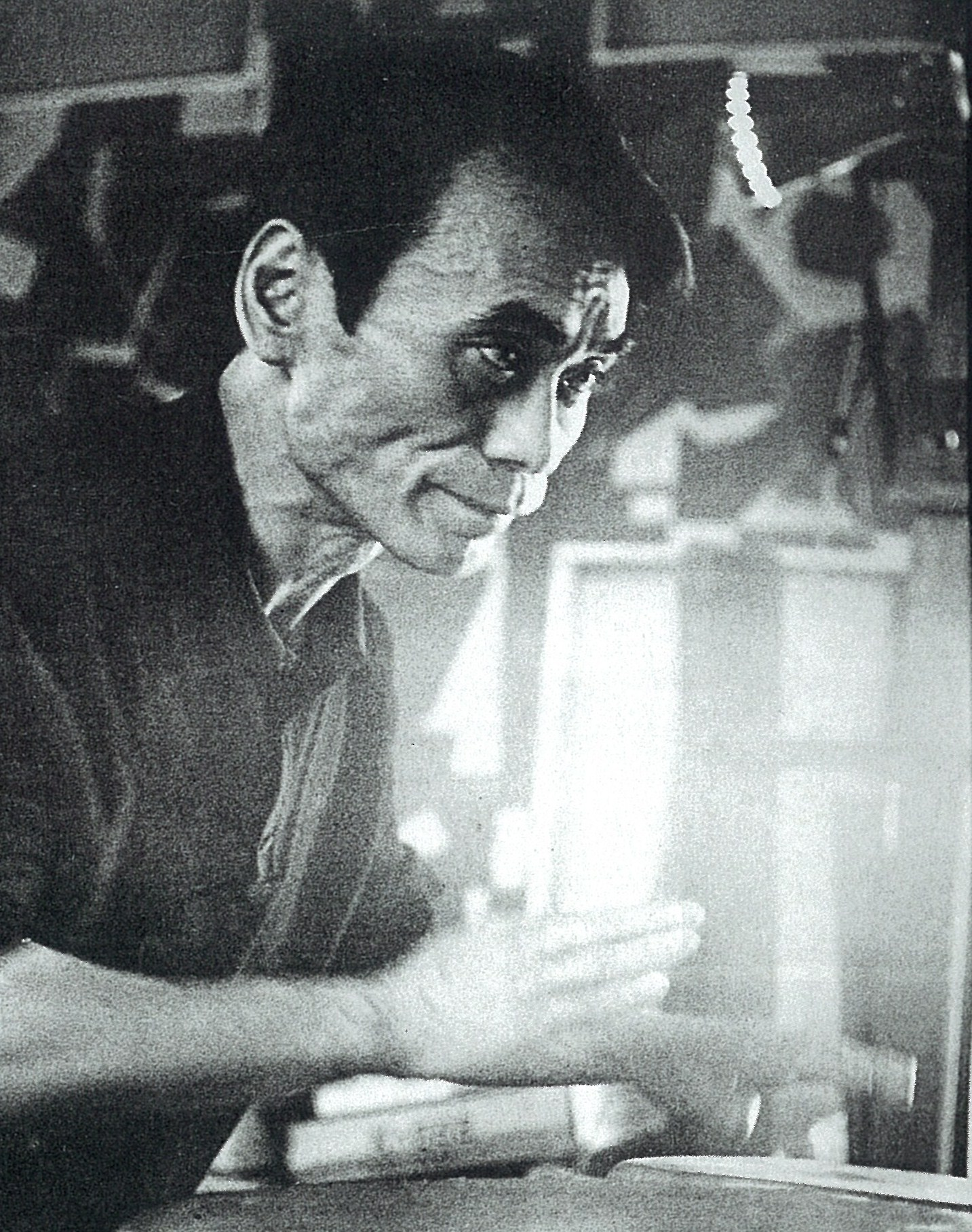
鶴岡政男

鶴岡 政男（つるおか まさお、1907年2月16日 - 1979年9月27日）は、昭和時代に活躍した日本の画家。群馬県高崎市出身。晩年は東京都台東区谷中で暮らした。

## 概要
人間の根源を極限まで追求した独自の画風を展開。「事ではなく物を描く」という主張は、画壇にセンセーショナルを巻き起こした。
作品を売って収入を得ることをほとんどしなかったため、焼き鳥の屋台や衣装デザインの仕事の傍ら絵を描き続けた。抽象画で強い印象を与えた一方で、具象的な絵も残している。晩年はほぼ失明状態となったが、病院のベッドの上で描き続けた。1979年9月27日、肺がんのため東京都台東区の下谷病院で死去。73歳。

## 経歴
- 1923年頃 - 太平洋画会研究所で絵を学ぶ。
- 1931年頃 - 井上長三郎らとNOVA美術協会を結成
- 1943年 - 松本竣介・靉光らと新人画会を結成
- 戦後は自由美術家協会に合流
- 1954年 - 第1回現代日本美術展佳作賞
- 1963年 - 第7回日本国際美術展優秀賞

## 作品
- 「髭の連作」
- 「落下する人体」
- 「夜の祭典」
- 「喰う」
- 「重い手」
- 「リズム」
- 「寓意像　鶴岡政男素描画集」パルコ出版 1988

### 評伝
- 三田英彬「芸術とは無慚なもの　評伝・鶴岡政男」山手書房新社 1991 - 第2回Bunkamuraドゥマゴ文学賞
- 鶴岡美直子「ボタン落し　画家鶴岡政男の生涯」美術出版社 2001